# Эль-Абра
Эль-Абра (исп. El Abra) — археологический памятник Колумбии в долине Эль-Абра к востоку от города Сипакира, департамент Кундинамарка. Представлял собой жилища в скалах первых людей — обитателей региона времён позднего плейстоцена.

## Раскопки
Первые исследования археологического памятника начались в 1967 году, когда впервые в Колумбии был найден ряд каменных инструментов вместе с человеческими костями и фрагментами угля растительного происхождения. Радиоуглеродный анализ установил приблизительный возраст предметов 12400 ± 160 годы до н. э.
Начиная с 1969 года осуществлялись более масштабные раскопки в сотрудничестве с Университетом штата Индиана. В 1970 году при содействии Нидерландского фонда тропических исследований (Wotro) и при поддержке Колумбийского института антропологии в регионе обнаружили ещё 4 археологических памятника докерамического периода с различными культурными слоями. Илистые осадки позволили точно реконструировать климат и растительность того времени.
В период 15000 — 12500 годы до н. э., так называемый фукенский период (Fúquene), климат в тех местах был холодным и сухим, а растительность — степного типа. Каменные режущие инструменты и обломки от обтёсывания камней свидетельствуют о присутствии людей в слое, который датируется около 13000 годом до н. э.

## Промежуточный период Гуантива
Около 12500 года до н. э. наступил так называемый промежуточный период Гуантива, когда температура немного повысилась, в результате чего возникли андские леса и увеличилось разнообразие фауны. Эти условия способствовали расселению в регионе людей — групп охотников, оставивших многочисленные артефакты, известные как abrienses, включающие различные типы режущих каменных инструментов, ножей и скребков.
Археологический памятник Тибито в муниципалитете Токансипа около Сипакиры содержал каменные и костные артефакты, остатки угля и плейстоценовой фауны, датируемые примерно 11740 годом до н. э. Они включали две группы мастодонтов (Haplomastodon и Cuvieronius hyodon), американской лошади (Equus amerhipuus lasallei), и оленя (Odocoileus virginianus) с царапинами от ритуального забоя.

## Период Эль-Абра
С 11000 года до н. э. температура стала понижаться, а лесистая зона — отступать, в результате чего наступил так называемый период Эль Абра. Для этого периода характерна высокая мобильность охотников.

## Голоцен
Около 10000 года до н. э., в конце оледенения и начала голоцена площадь андских лесов вновь увеличилась. В слоях этого периода продолжают встречаться инструменты abrienses, однако большое количество молотов свидетельствует о том, что собирательство стало играть более важную роль. Увеличивается потребление в пищу грызунов и растительной пищи, а также уменьшается масштаб охоты. Использование пещер и скальных укрытий постепенно снижается и полностью исчезает.
Археологический памятник Агуасуке (Aguazuque) показывает, что около 5 тысяч лет тому назад группы охотников, собирателей и огородников поселились на террасах и возвышенностях, недоступных наводнениям.